# Алкиона (дъщеря на Еол)
Вижте пояснителната страница за други значения на Алкиона.
Алкиона или Халкиона (на старогръцки: Ἁλκυόνη, Halkyónē, Alcyone) в древногръцката митология е дъщеря на Еол (прародител на еолийците) и на Енарета, дъщеря на Деймах, или на Еол (богът на ветровете). Сестра е на Кретей, Сизиф, Атамант, Салмоней, Деион, Магнет, Периер, Макарей, Канака, Писидика, Калика, Перимеда, Танагра и Арна.
Според Овидий тя се омъжва за Кеик, цар на Трахина в Тесалия, син на титана Хеспер или на Фосфор. Тя е превърната на птицата Халкиона (Halcyone). „За Алкиона се оженил синът на Хеосфор – Кеик. Те и двамата били загубени заради своето високомерие, защото той наричал жена си Хера, а тя него – Зевс. Тогава Зевс ги превърнал в птици, нея – в морската птица рибарка, а него – в гмурец.“